# Oberhalbsteiner Alpen
Die Oberhalbsteiner Alpen sind eine Gebirgsgruppe bei Avers. Synonym verwendet die AVE für dieses Gebiet die Bezeichnung Plattagruppe. Nach SOIUSA werden sie als Platta-Alpen oder in Anlehnung an den SAC-Führer «Avers» auch mit Averser Berge bezeichnet. Das Gebiet wird im Norden ab Splügenpass bis Thusis vom Hinterrhein und bis Tiefencastel von der Albula und im Osten bis zum Septimer von der Julia begrenzt. Die West- und Südgrenze bilden bis zum Zusammenfluss in Chiavenna der Liro und die Maira. Die höchste Erhebung in der Region ist der Piz Platta (3392 m ü. M.). Er ist namengebend für die Alpenclub Sektion "Piz Platta SAC" des Gebiets.
Geologisch gehört das gesamte Gebiet (Surettadecke) zum Penninikum und nicht zum Ostalpin und wird unter diesem Betrachtungswinkel den Adula-Alpen zugeteilt. Durch die Zweiteilung der Alpen am Splügen in Ost- und Westalpen wurden diese thematische Zusammenfassung aufgelöst. Der SAC-Führer Bündner Alpen 3 «Avers» beschreibt das gesamte Gebiet zwischen Septimerpass und San-Bernardino-Pass.
Im Norden stossen die Plessur-Alpen, im Osten die Albula-Alpen, im Süden die Bernina-Alpen, im Westen die Tambogruppe und im Nordwesten die Adula-Alpen an diese Gebirgsgruppe.

## Untergruppen
- Suretta-Gruppe
zwischen Splügenpass und Pass da Niemet
- Piz Timun-Kette
zwischen Pass da Niemet und Passo di Angelago
- Pizzo Stella-Gruppe
zwischen Passo di Angelago und Passo di Lei
- Kette Schiahorn – Piz Galaguin
zwischen Passo di Lei und Passo da la Prasgnola
- Piz-Duan-Gruppe
südlich des Pass della Val da Roda
- Tscheischhorn-Kette
ab Bergalgapass zwischen Madrischer Rhein sowie Bergalgabach und Averser Rhein
- Kette Gletschhorn – Piz Piot
 zwischen Bergalgapass und Jufer Joch von Bergalgabach, Jufer Rhein und Val da la Duana umgrenzt
- Kette Piz Turba – Piz Scalotta
zwischen Fuorcla da Faller (nördlich Juf), Jufer Joch und Pass da Sett
- Piz Platta-Gruppe
zwischen Fuorcla Curtegns und Juf
- Forbesch – Ablatsch-Massiv
ab Fuorcla Curtegns zwischen Ava da Faller und Val Curtegns
- Piz Grisch-Gruppe
 südlich des Pass da Schmorras
- Piz Curvér-Gruppe
 nördlich des Pass da Schmorras